# Ján Cífka
Ján Cífka (* 12. April 1909 in České Budějovice; † 21. August 1978) war ein tschechoslowakischer Skisportler, der in den Nordischen Disziplinen Skispringen, Skilanglauf und Nordische Kombination aktiv war.

## Werdegang
Cífka gehörte bei den Olympischen Winterspielen 1932 in Lake Placid zum tschechoslowakischen Kader. Dort gelang ihm im Skisprung-Einzel von der Normalschanze der 24. Platz. Im folgenden 18-km-Skilanglauf erreichte er einen guten 22. Rang. In der Nordischen Kombination belegte er nach dem 11. Rang im Langlauf denselben Platz auch nach dem Springen. Beim abschließenden 50-km-Skilanglauf-Einzelrennen landete er nach knapp mehr als fünf Stunden auf dem 14. Platz.